# Paris forhenværende kommuner
Paris forhenværende kommuner var de kommuner, der lå der hvor det nuværende Paris departement ligger. De lå oprindeligt i departementet Seine, som blev oprettet efter den franske revolution.

## Oprettelse af to kommuner udenfor Paris (1830)
- Batignolles-Monceau blev oprettet på baggrund af et dekret udfærdiget af Karl 10. ved at tage en del af kommunen Clichy. Kommunen blev endeligt nedlagt i 1860, hvor den blev opslugt af Clichy.
- Grenelle blev oprettet ved at tage en del kommunen Vaugirard. Disse to kommuner blev ligeledes nedlagt i 1860, da de blev opslugt af Paris.

## Nedlæggelse af elleve kommuner der helt eller delvist blev en del af Paris (1860)
Lov af 16. juni 1859, kaldet Riché-loven, omhandler udvidelsen af Paris, helt ud til Thiersvolden, hvilket ville betyde nedlæggelsen af tolv kommuner i departementet Seine. Fire af disse blev fuldstændigt omfattet af udvidelsen. De blev dermed en del af nye kvarterer i Paris. Disse var:
 :
- Belleville,
- Grenelle,
- La Villette,
- Vaugirard.

Syv andre kommuner, der var gennembrudt af Thiersvolden, forsvandt undervejs og deres navne indgår i nutidens kvarternavne. Deres territorie blev delt mellem Paris og nedenævnte kommuner. :
- Auteuil (Paris 16. og Boulogne),
- Batignolles-Monceau (Paris 17. og Clichy),
- Bercy (Paris 12. og Charenton-le-Pont),
- Charonne (Paris 20., Montreuil og Bagnolog),
- La Chapelle (Paris 18., Saint-Ouen, Saint-Denis og Aubervilliers),
- Montmartre (Paris 18. og Saint-Ouen),
- Passy (Paris 16. og Boulogne).